# Manfred Bues
Manfred Bues   (Greifswald, 5 d'agost de 1913 - Kaiserslautern, 4 de setembre de 2012) va ser un atleta alemany, especialista en el curses de velocitat, que va competir durant la dècada de 1930.
En el seu palmarès destaca una medalla d'or en els 4x400 metres al Campionat d'Europa d'atletisme de 1938, tot formant equip amb Hermann Blazejezak, Erich Linnhoff i Rudolf Harbig.
Durant la Segona Guerra Mundial va passar cinc anys empresonat a la Unió Soviètica. Després de la guerra va treballar com a professor a Kaiserslautern. És coautor del llibre Leichtathletischer Mehrkampf bei den Bundes-Jugendspielen publicat el 1958.

## Millors marques
- 100 metres. 10.8" (1937)
- 200 metres. 22.0" (1937)
- 400 metres. 48.8" (1938)[4]